# Eliza Schneider
Eliza Jane Schneider (nascida em 3 de fevereiro de 1978) é uma atriz norte-americana que participou do programa O Mundo de Beakman como a assistente Liza, nas segundas e terceiras temporadas do programa, produzida entre os anos de 1993 e 1995, substituindo Alana Ubach e depois substituída por Senta Moses. Depois disso participou de vários filmes em papéis secundários e dublou vários personagens na série South Park, dentre elas a Senhora Cartman e Wendy Testaburger. Eliza é basicamente uma atriz de teatro, com grande carreira na Broadway.